# Хочу (театр-студія)
Народний теа́тр-сту́дія «Хо́чу» діє в Народному домі «Просвіта» Національного університету «Львівська політехніка» з 1988 року.
Учасниками Народного театру-студії «Хочу» є переважно студенти та аспіранти університету «Львівська політехніка».

## Історія
Театральна студія була заснована в Народному домі «Просвіта» Національного університету «Львівська політехніка» у 1988 році. Першим її керівником була акторка театру ім. Марії Заньковецької Ірина Завадська.
Від 1998 до 2011 року художнім керівником і головним режисером театру-студії була народна артистка України, акторка театру ім. М.Заньковецької Ірина Швайківська, яка і дала йому назву «Хочу».
23 вересня 2009 року постановою Президії Федерації профспілок України за досягнення в розвитку аматорської творчости, відродження й примноження надбань національної культури, художньої спадщини українського народу та високий рівень виконавської майстерности театру-студії «Хочу» присвоїли почесне звання «Народний аматорський колектив профспілок України».
З вересня 2011 року режисером театру-студії є актриса театру ім. Лесі Українки Анастасія Непомняща-Щербакова.

## Конкурси та фестивалі
Театральна студія неодноразово брала і бере участь у різноманітних фестивалях та конкурсах. Вона є лауреатом XII Всеукраїнського фестивалю студентської творчості «Весняна хвиля», переможцем фестивалю вертепів «Ой радуйся, земле». Театр є постійним учасником Різдвяного фестивалю «Велика коляда».
В квітні 2009 року театр-студія «Хочу» взяв участь у XVII Міжнародному фестивалі молодіжних театрів «Рампа-2009», який проходив у Дніпропетровську. Театр показав п'єсу-трагіфарс молодої поетеси та драматурга Неди Неждани «Самогубство самотності». Незважаючи на дебют, журі належно оцінило театр-студію «Хочу». Львівський студентський театр переміг у номінації найкращої другорядної жіночої ролі: нагороду отримала Василина Довга-Моткалюк. Актори театру-студії Оксана Нич та Микола Кочерган отримали дипломи за акторську роботу. Театр також відзначений дипломом за втілення сучасної української драматургії та номінований за найкраще музичне оформлення.
У листопаді 2009 театр взяв участь у Першому міжнародному фестивалі-конкурсі аматорських театрів «Vivus Fabula», який відбувся у Києві.
У січні 2010 року театр взяв участь у ІІІ Львівському міському «Святі Пампуха» і отримав перемогу у номінації «Найкраща постановка вертепу».
У березні 2010 року з виставою «Самогубство самотності» театр отримав гран-прі на ІІ-му Міжнародному молодіжному театральному фестивалі «Простір», який відбувся у Чернігові.
У травні 2010 року театр взяв участь у IV Всеукраїнському відкритому дитячо-молодіжному театральному фестивалі аматорських колективів «ЛіхтArt 2010», який відбувся у Рівному.
На початку липня 2010 року театр взяв участь у Фестивалі сучасної драматургії «Драма.UA».
У 2010 році театр виступив на Мистецькому фестивалі «Літо на ринку» у Львові.
У березні 2011 року театр виступив на ІІІ Міжнародному молодіжному театральному фестивалі «Простір» з виставою відомого російського драматурга Валентина Красногорова «Фуршет після прем'єри» та отримав дипломи «За найкращий акторський ансамбль», «За художню цілісність вистави», «За режисерський рівень вистави».

## Репертуар
Літературно-мистецькі композиції (на основі творчості українських поетів та письменників):
- «До тебе, Україно» (Леся Українка)
- «Дякую за день!» (Ліна Костенко)
- (Юрій Липа)
- «Тричі мені являлася любов», «Якби ти знав, як много значить слово…» (Іван Франко)
- «Минають дні, минають ночі» (Тарас Шевченко)
- «Кохання у семи барвах», «Знаки зодіаку», «Орати метеликами» (Ігор Калинець)
- (Дмитро Павличко)
- «Із сонцем на плечі» (Богдан-Ігор Антонич)
- «Смішний святий»[16], 2013 (уривок з п'єси Віри Вовк)

Постановки інсценізацій:
- «У тієї Катерини» (Яків Мамонтов)
- «Як Шевченко роботи шукав» (Осип Маковей)
- «Тарас» (за твором Богдана Стельмаха)

Постановки п'єс:
- «Вертеп» (Валерій Шевчук)
- «Фараони» (Олексій Коломієць)
- «З коханими не розлучайтесь» (Олександр Володін)
- «Самогубство самотності» (Неда Неждана)
- «Фуршет після прем'єри» (Валентин Красногоров)
- «Принцеса на горошині» (за мотивами народної казки)
- «Ріпка» (за мотивами народної казки)
- «Дідова дочка і бабина дочка» (народна казка в обробці Мирослави Сидор)
- «Коза-дереза» (під редакцією Миколи Лисенка)
- «Золотий ключик» (в обробці Ольги Яремко за мотивами казки Олексія Толстого «Золотий ключик або пригоди Буратіно»)
- «Хоробрий півник» (Наталя Забіла)
- «Заморочене весілля», 2012 (Зощенко Михайло Михайлович)
- «Наймичка»[17], 2013 (інсценізація Івана Тогобочного за поемою Тараса Шевченка)
- «Дзеркало», 2014 (за творами Тараса Шевченка)
- «Ціаністий калій…з молоком чи без?», 2015 (Хуан Хосе Алонсо Мільяне)
- «Тричі мені являлася любов»,2016 (за творчістю І. Франка).

Театр-студія пропагує звичаї, традиції та обряди українського народу. Серед театралізованих постановок такі свята:
- «Андрія»
- «Святого Миколая»
- «Меланки»
- «Вертеп»